# Moussodougou
Moussodougou est une ville et le chef-lieu du département de Moussodougou dans la province de la Comoé de la région des Cascades au Burkina Faso.

## Histoire
Louis-Gustave Binger traverse le village en mai 1888, il écrit : « la population [...], prévenue de mon arrivée, est perchée sur les toits des cases ; les enfants se pressent sur mon passage ; toute cette gent nue est avide de voir un Européen ; des femmes m'offrent de l'eau et du dolo ».

## Démographie
| 2003  | 2006   | 2012 | 2019   |
| ----- | ------ | ---- | ------ |
| 5 890 | 10 440 | -    | 17 288 |

## Éducation et santé
La commune accueille un centre de santé et de promotion sociale (CSPS) tandis que le centre hospitalier régional (CHR) se trouve à Banfora.
Le village possède six écoles primaires publiques (A et B, et celles des quartiers de Djon, Dou, Djankoua et Kossougou) et un centre d'alphabétisation dans la Maison de la femme.